# ロストフ・ナ・ドヌー (潜水艦)
B-237 ロストフ・ナ・ドヌー（ロシア語: Ростов-на-Дону, Б-237）は、ロシア海軍の通常動力型潜水艦。636.3型（NATOコードネーム：キロ型潜水艦）の26番艦。黒海艦隊第4独立潜水艦旅団所属。

## 艦歴
「ロストフ・ナ・ドヌー」は、2011年11月21日にサンクトペテルブルクのアドミラルティ造船所で起工、2014年6月26日進水、2014年12月30日に就役した。
ロシアによるウクライナ侵攻中の2023年9月13日、クリミア半島のセヴァストポリの乾ドックに入渠中、ウクライナ空軍のストーム・シャドウ巡航ミサイルによって損傷したと報じられた。黒海艦隊には巡航ミサイルを搭載可能な潜水艦4隻が配備されていたが、そのうちの1隻が失われたとされる。イギリス国防省が公開した衛星写真からは、船体の周りが黒く焦げ、大きく損傷しているのが分かる。また、同時にすぐ横のドックにいたロプーチャ級揚陸艦「ミンスク」も攻撃を受け、損傷した。アメリカの経済誌フォーブスは、ソーシャルメディアに9月18日に投稿された「ロストフ・ナ・ドヌー」の損傷を受けた船体の写真を掲載、巡航ミサイルの直撃を受けた船体中央部が外側にめくれ上がるなどの被害の様子が示された。なお、この「ロストフ・ナ・ドヌー」が廃艦となれば、第二次世界大戦以降ではフォークランド紛争にて大破擱座後海抜処分とされたアルゼンチン海軍の「サンタフェ」以来の戦闘による潜水艦の喪失となるとされ、二次大戦以降に建造され、攻撃を受け喪失した潜水艦としては初である。一部報道では、本艦は修復して現役に復帰されるより、代艦を建造したほうが安く済むとの見方もある。
2024年8月3日、ウクライナ軍参謀本部は、セヴァストポリを攻撃し、修復中のロストフ・ナ・ドヌーを沈没させたと発表した。